# Toastmasters
Toastmasters é uma organização internacional sem fins lucrativos dedicada à melhoria das competências de comunicação, discurso público e liderança, através de clubes disseminados em nível mundial.

## Funcionamento
Através destes clubes, a Toastmasters International ajuda os seus membros a aprenderem a arte de falar, ouvir e pensar - capacidades vitais para promover a aprendizagem contínua, o potencial de liderança e a compreensão mútua, contribuindo para o enriquecimento pessoal e humano.
Esta organização cresceu a partir de um único clube inicial, fundado por Ralph C. Smedley em 1924. O clube "Smedley Club Number 1", foi fundado em 22 de Outubro desse ano no YMCA de Santa Ana, na Califórnia, Estados Unidos. Toastmasters International é uma entidade legal nos Estados Unidos desde 19 de Dezembro de 1932.

## Em Portugal
A organização Toastmasters está presente em Portugal desde maio de 2006 com a criação do primeiro clube português, o Lisbon Toastmasters Club. Seguiu-se a criação de outros clubes como:
- Oporto Toastmasters Club, na Escola de Gestão do Porto;
- Invicta Toastmasters Club, na Cidade do Porto com reuniões na ANJE;
- TECMAIA Toastmasters Club, no Parque de Ciência e Tecnologia da Maia;
- Braga Toastmasters Club, na Cidade de Braga com reuniões no polo do IPCA de Braga;
- Mind Business Toastmasters Club, na Cidade de Braga com reuniões na Universidade Católica de Braga;
- CLUTA - Clube de Toastmasters de Aveiro, no Instituto de Telecomunicações da Universidade de Aveiro;
- Young Entrepreneurs Toastmasters Club, na ANJE em Algés;
- Tagus Parque Toastmasters Club, em Oeiras;
- Business Speakers Toastmasters Club, inicialmente no ISCTE em Lisboa, e atualmente a reunir no edifício da Critical Software em Entrecampos (em frente à estação de comboios);
- Coimbra Toastmasters Club, na Universidade de Coimbra;
- Figueira da Foz Toastmasters Club, na Incubadora Mar&Indústria da Figueira da Foz;
- Leiria Toastmasters Club, no Instituto Politécnico de Leiria,
- ￼￼Marinha￼￼ Grande Toastmaster Club, na Escola Secundária Eng. Acácio Calazans Duarte;
- Torres Novas Toastmasters Club, no Edificio da Startup de Torres Novas,
- Almada Communication Leaders Toastmasters Club, no CINTEC em Almada e ainda o  Barreiro Toastmasters Club.
- Funchal Toastmasters Club na Madeira Tecnopolo.

Os Toastmasters agrupam os seus clubes em áreas, divisões, distritos  e regiões. Portugal corresponde às áreas 1 a 7, das Divisões C,D e E (Portugal), Distrito 107 (IBERIA), Região 11 (EMEA).